# Ulrike Tauber
Ulrike Tauber (República Democrática Alemana, 16 de junio de 1958) es una nadadora alemana retirada especializada en pruebas de cuatro estilos, donde consiguió ser campeona olímpica en 1976 en los 400 metros.

## Carrera deportiva
En los Juegos Olímpicos de Montreal 1976 ganó la medalla de oro en los 400 metros estilos, con un tiempo de 4:42.77 segundos que fue récord del mundo, y la plata en los 200 metros mariposa, tras la también alemana Andrea Pollack.
En el Campeonato Mundial de Natación de 1975 de Cali ganó el oro en 400 metros estilos y plata en 200 metros estilos, y en el Campeonato Mundial de Natación de 1978 de Berlín, plata en 400 metros estilos, y bronce en 200 metros estilos.